# Bandar Jaya (Siak Kecil)
Bandar Jaya is een bestuurslaag in het regentschap Bengkalis van de provincie Riau, Indonesië. Bandar Jaya telt 856 inwoners (volkstelling 2010).